# Мераль, Бусе
Бусе́ Мера́ль (тур. Buse Meral; род. 25 июля 1999, Стамбул) — турецкая телевизионная актриса

.

## Биография и карьера
Бусе Мераль родилась 25 июля 1999 года в Стамбуле (Турция). Она окончила Анатолийское профессионально-техническое училище и театральный факультет Художественного центра Мюждата Гезена.
В 2018 году Мераль дебютировала на телевидении, сыграв роль Дерьи Чынар в телесериале «Рыбка Эгейского моря». В том же году она появилась в телесериале «Гюльпери». В 2019 году Мераль сыграла в телесериалах «Наша история» и «Одно сердце». С 2020 по 2021 год она снималась в телесериале «Пробуждение: Великие Сельджуки». С 2021 по 2022 год снималась в телесериале «Легенда».

## Фильмография
| Год       |   | Русское название               | Оригинальное название  | Роль               |
| --------- | - | ------------------------------ | ---------------------- | ------------------ |
| 2018      | с | Рыбка Эгейского моря           | Ege'nin Hamsisi        | Дерья Чынар        |
| 2018—2019 | с | Гюльпери                       | Gülperi                | Бегюм              |
| 2019      | с | Наша история                   | Bizim Hikaye           | Пелин              |
| 2019      | с | Одно сердце                    | Tek Yürek              | Серенай            |
| 2019      | с | Не отпускай мою руку           | Elimi Bırakma          | Дамла Яман / Челен |
| 2020—2021 | с | Пробуждение: Великие Сельджуки | Uyanış: Büyük Selçuklu | Махмелек           |
| 2021      | с | Моя бывшая любовь              | Ex Aşkım               | Ярен               |
| 2021—2022 | с | Легенда                        | Destan                 | Сырма              |
| 2022      | с | Отец                           | Baba                   | Фирузе Гёргюлю     |
| 2023      | с | Я тебя никому не отдам         | Vermem Seni Ellere     | Зелиш              |